# U.S. Steel
U.S. Steel, United States Steel Corporation (Юнайтед Стейтс стіл корпорейшн (Сталева корпорація США, також Сталевий трест США), у 1986-2001 — USX Corporation) — найбільша компанія США у галузі чорної металургії. Штаб-квартира компанії розташована у місті Піттсбург. Заснована у 1901 році.

## Історія
На момент створення капіталізація компанії становила $1,4 млрд, відтак вона стала першою американською корпорацією з капіталізацією у $1 млрд.
У 1958 році на заводах корпорації працювало 260 тис. осіб, а її виробничі потужності по сталі дорівнювали 40,2 млн т на рік. У 1975 році на заводах корпорації працювало 173 тис. осіб, виплавлено 24 млн т сталі, активи компанії становили $8,1 млрд, об'єм продаж — $8,2 млрд, чистий прибуток — $0,6 млрд.
Хоча наприкінці XX ст. «U.S. Steel» залишалася найбільшим виробником сталі в Сполучених Штатах, у цей час лише близько третини її бізнесу було пов'язано з виробництвом сталі. Після придбання компаній «Marathon Oil Company» в 1982 році і «Texas Oil & Gas Corp.» у 1986 році компанія була найбільше задіяна в нафтогазовій галузі.

## Виробничі потужності
Найбільшим металургійним заводом компанії є металургійний завод Гері, розташований у місті Гері на південному березі озера Мічиган, щорічна виплавка сталі на якому становить 7,5 млн т.
В околицях міста Піттсбургу, вздовж берега річки Мононгахіла, розташовані три заводи — коксохімічний завод у місті Клертон (6,6 млн т коксу на рік, найбільший у Північній Америці), металургійний завод «Едгар Томсон», прокатний завод «Ірвін» у місті Вест-Міффлін. Окрім того, компанії належить завод «Fairless Plant» біля міста Філадельфія (штат Пенсільванія). Разом ці окремі заводи утворюють виробничий комплекс, що має назву «Mon Valley Works». Продуктивність цього комплексу заводів — 2,9 млн тонн сталі на рік.
Компанія володіє також іншими металургійними заводами з повним металургійним циклом. Завод «Грейт-Лейкс» розташований у містечках Ікорс і Рівер-Руж в штаті Мічиган, біля міста Детройта. Потужність — 3,8 млн т сталі на рік. Завод у місті Граніт-Сіті має продуктивність 2,8 млн т сталі на рік.
За кордоном компанії належить завод U.S. Steel Košice у Словаччині.

## U.S.Steel у культурі
Вочевидь компанія була взірцем багатства в Сполучених Штатах, тому у фільмі «Хрещений батько-2» персонаж на ім'я Хайман Рот (представник мафіозного ігрового бізнесу) хвалиться: «Ми — більші за U.S.Steel!»

## Виноски
1. 1 2 3 4 5 6 7 8 9 10  Proxy Statement — 2020.
2. 1 2 3  Форма 10-K — 2023.
3. 1 2 3  https://www.ussteel.com/sites/default/files/annual_reports/As%20Filed%202019%20Form%2010-K%20woExhibits.pdf
4. ↑  https://www.ussteel.com/about-us/history
5. 1 2   Г. И. Раздорский. Политическая экономия: курс лекций. — М.: Высшая школа, 1963. — С. 211. (рос.)
6. ↑  О. В. Гісем, О. О. Мартинюк. Історія України. 10 клас: Розробки уроків [Архівовано 30 серпня 2017 у Wayback Machine.]. — Х.: Вид-во «Ранок», 2010. — С. 15.
7. 1 2  The Editors of Encyclopædia Britannica. United States Steel Corporation. www.britannica.com. Encyclopædia Britannica, Inc. Архів оригіналу за 30 серпня 2017. Процитовано 29 серпня 2017. (англ.)
8. ↑  Чёрной металлургии монополии // Большая советская энциклопедия : у 30 т. / гл. ред. А. М. Прохоров. — 3-е изд. — М. : «Советская энциклопедия», 1969—1978. (рос.).
9. ↑  Gary Works. www.ussteel.com. United States Steel. Архів оригіналу за 23 червня 2019. Процитовано 28 серпня 2017. [Архівовано 23 червня 2019 у Wayback Machine.] (англ.)
10. ↑  U.S. Steel Clairton Works. www.r-to-r.com. Rivers of Steel National Heritage Area. Архів оригіналу за 31 серпня 2017. Процитовано 28 серпня 2017. [Архівовано 31 серпня 2017 у Wayback Machine.] (англ.)
11. ↑  У Пенсільванії стався вибух на заводі U.S. Steel, є загиблий та десятки постраждалих. 11.08.2025, 21:43
12. ↑  Mon Valley Works Fairless Plant. www.ussteel.com. United States Steel. Архів оригіналу за 31 серпня 2017. Процитовано 28 серпня 2017. [Архівовано 31 серпня 2017 у Wayback Machine.] (англ.)
13. ↑  Great Lakes Works. www.ussteel.com. United States Steel. Архів оригіналу за 31 серпня 2017. Процитовано 28 серпня 2017. [Архівовано 31 серпня 2017 у Wayback Machine.] (англ.)
14. ↑  Granite City Works. www.ussteel.com. United States Steel. Архів оригіналу за 31 серпня 2017. Процитовано 28 серпня 2017. [Архівовано 31 серпня 2017 у Wayback Machine.] (англ.)